# 萨尔普朗克斯
萨尔普朗克斯（法語：Sarpourenx，法語發音：[saʁpuʁɛ̃ks]）是法国大西洋比利牛斯省的一个市镇，属于波城区。

## 地理
萨尔普朗克斯（43°27'25"N, 0°42'43"W）面积3.35 平方千米，位于法国新阿基坦大区大西洋比利牛斯省，该省份为法国东南部省份，涵盖了贝阿恩与北巴斯克，西临大西洋比斯開灣，北至朗德省，东北接热尔省，东临上比利牛斯省，南与西班牙接壤。
与萨尔普朗克斯接壤的市镇（或旧市镇、城区）包括：阿尔加尼翁、比龙、卡斯泰蒂斯、卡斯泰特内、马斯拉克。

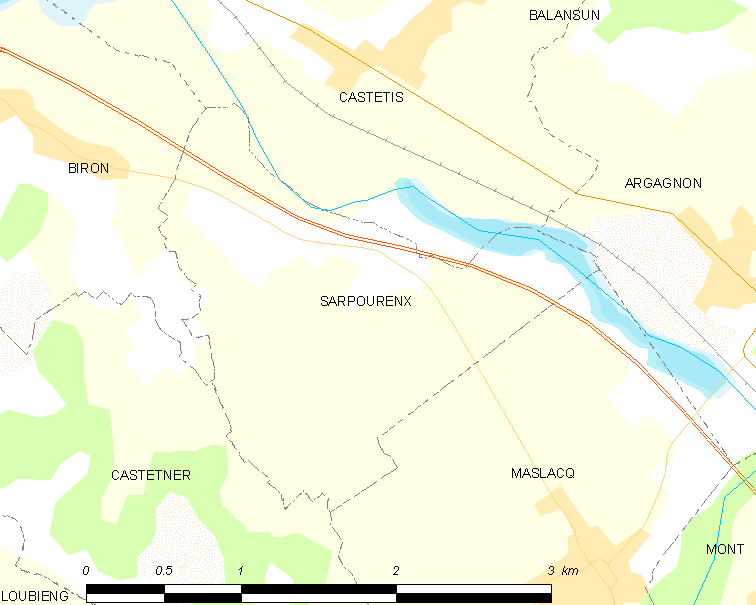
萨尔普朗克斯的OSM定位图

萨尔普朗克斯的时区为UTC+01:00、UTC+02:00（夏令时）。

## 行政
萨尔普朗克斯的邮政编码为64300，INSEE市镇编码为64505。

## 政治
萨尔普朗克斯所属的省级选区为贝阿恩中心县。

## 人口

1962-2008年间萨尔普朗克斯人口变化图示

萨尔普朗克斯于2022年1月1日时的人口数量为290人。